# سباستین بایر
سباستین بایر (انگلیسی: Sebastian Bayer؛ زادهٔ ۱۱ ژوئن ۱۹۸۶) ورزشکار دو و میدانی اهل آلمان است.
وی در مسابقات کشوری و بین‌المللی در مجموع برندهٔ ۳ مدال طلا و ۱ مدال نقره شده‌است.